# Spiroctenus pallidipes
Espèce
Spiroctenus pallidipes est une espèce d'araignées mygalomorphes de la famille des Bemmeridae.

## Distribution
Cette espèce est endémique du Cap-Occidental en Afrique du Sud,. Elle se rencontre vers Worcester.

## Description
Les mâles mesurent de 11,3 à 14 mm et la femelle 20 mm.

## Publication originale
- Purcell, 1904 : Descriptions of new genera and species of South African spiders. Transactions of the South African Philosophical Society, vol. 15, p. 115-173 (texte intégral).